# Sob escuta
Sob escuta (en español, Bajo escucha) es el séptimo álbum de estudio del grupo portugués de pop rock GNR. Salió a la venta en abril de 1994. El CD consiste en 9 canciones originales y la versión instrumental de la canción Música de Ligeia. En la grabación del CD participó el guitarrista Vicente Amigo.

## Lista de canciones
| N.º | Título                                                  | Duración |
| --- | ------------------------------------------------------- | -------- |
| 1   | Las Vagas                                               | 4:17     |
| 2   | Música de Ligeia                                        | 3:37     |
| 3   | Mais vale nunca (Más vale nunca)                        | 5:12     |
| 4   | Costa atlântica inevitável (Costa atlántica inevitable) | 3:20     |
| 5   | Ciclones                                                | 4:42     |
| 6   | O costume (La costumbre)                                | 4:36     |
| 7   | Dominó                                                  | 3:57     |
| 8   | Lovenita(1)                                             | 3:51     |
| 9   | Rádio taciturno (Radio taciturna)                       | 6:24     |
| 10  | Tema de Ligeia                                          | 1:45     |

- (1) - Guitarra a cargo de Vicente Amigo

- Datos: Q6130601